# Річки Ірландії

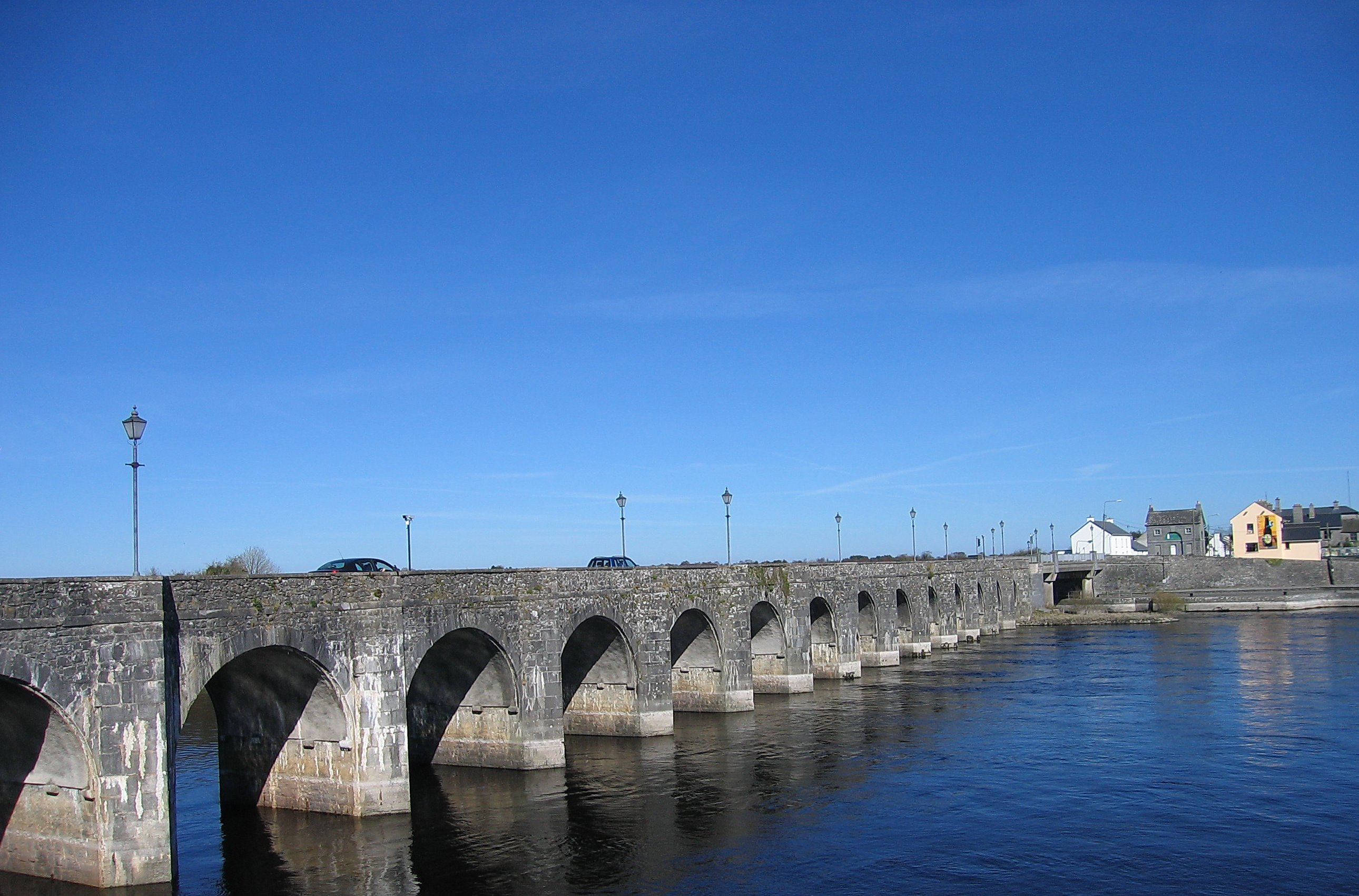
Шеннон

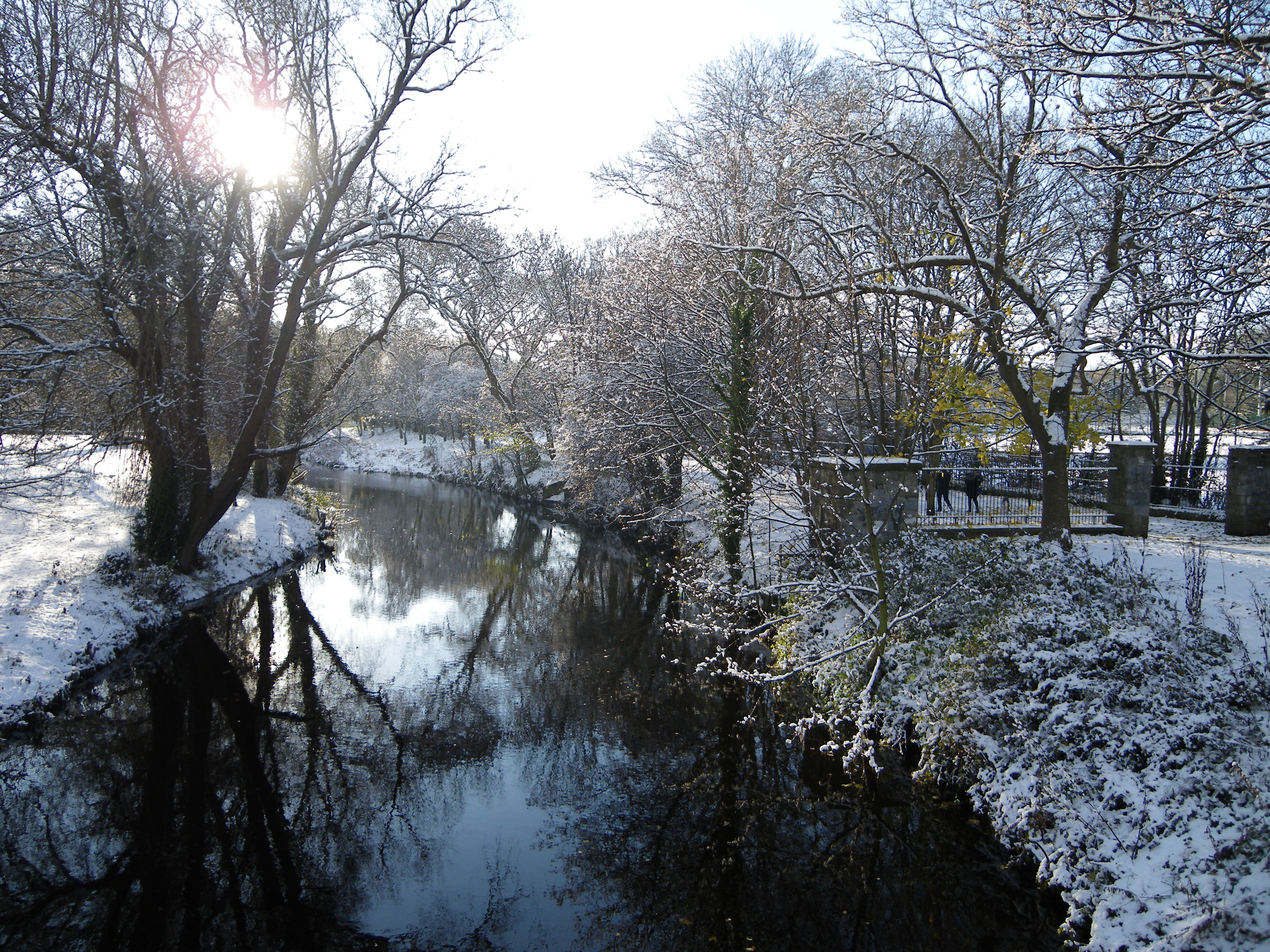
Доддер

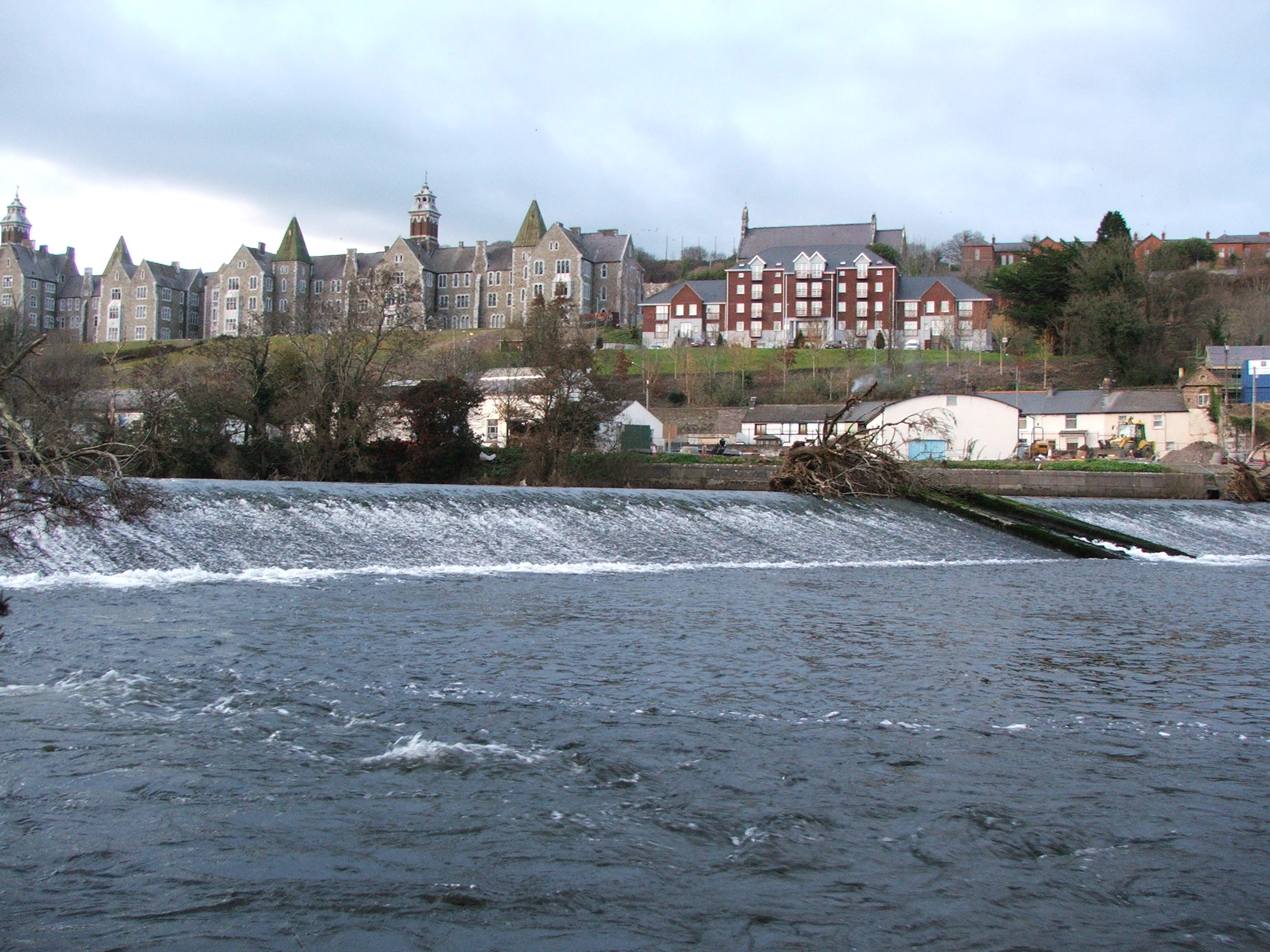
Лі

Річки Ірландії завдячуючи сильному зволожуванню утворює густу мережу місцями змішуючись з озерами та болотами. Річки повноводні цілий рік, не замерзають в зимовий період. Використовуються для судноплавства та виготовлення гідроелектроенергії. Найбільшою річкою Ірландії є річка Шеннон , що перетинає велику частину країни зі Сходу на Захід.

## Список найбільших річок за протяжністю[2]
Список найдовших річок Ірландії.
| № | Річка     | Ірландська назва  | Загальна довжина, км |
| - | --------- | ----------------- | -------------------- |
| 1 | Шеннон    | Sionna            | 386                  |
| 2 | Барроу    | Abhainn na Bearú  | 190                  |
| 3 | Шур       | An tSiúr          | 183                  |
| 4 | Блеквотер | An Abhainn Mhór   | 167                  |
| 5 | Банн      | An Bhanna         | 122                  |
| 6 | Ліффі     | Liffey            | 121                  |
| 7 | Слейні    | Sláinghe          | 118                  |
| 8 | Бойн      | Abhainn na Bóinne | 113                  |
| 9 | Ерн       | An Éirne          | 103                  |